# Dmitrij Usow
Dmitrij Wasiljewicz Usow (ros. Дмитрий Васильевич Усов, ur. 1888 w Kołomnie, zm. 23 lutego 1939 w Moskwie) – funkcjonariusz radzieckich służb specjalnych, szef Głównego Zarządu Milicji Robotniczo-Chłopskiej NKWD ZSRR.
Miał wykształcenie średnie, od 1918 w RKP(b), pracownik trybunału rewolucyjnego Kolei Moskiewsko-Kazańskiej, w latach 1919-1920 członek Kolegium Zarządu Transportowej Czeki tej kolei. Od 1921 zastępca szefa Wydziału Transportowego Czeki/OGPU, członek Kolegium Wojskowo-Transportowego Sądu Najwyższego, od 1926 naczelnik Szkoły Transportowej OGPU im. Feliksa Dzierżyńskiego, później szef Głównego Zarządu Milicji Robotniczo-Chłopskiej NKWD ZSRR.
5 listopada 1938 aresztowany, 22 lutego 1939 skazany na śmierć przez Wojskowe Kolegium Sądu Najwyższego ZSRR i rozstrzelany. 4 czerwca 1955 pośmiertnie zrehabilitowany.